# Pim Doesburg
Willem (Pim) Doesburg (Rotterdam, 28 oktober 1943 – Berkel en Rodenrijs, 18 november 2020) was een Nederlands voetballer die fungeerde als doelman. Hij speelde van 1962 tot en met 1987 onder meer 687 Eredivisiewedstrijden voor Sparta en PSV en is daarmee recordhouder. Pim Doesburg kwam acht keer uit voor het Nederlands voetbalelftal. Hij was een van de drie keepers van het zilveren Oranje bij het WK in Argentinië in 1978.

## Biografie

### Carrière als voetballer

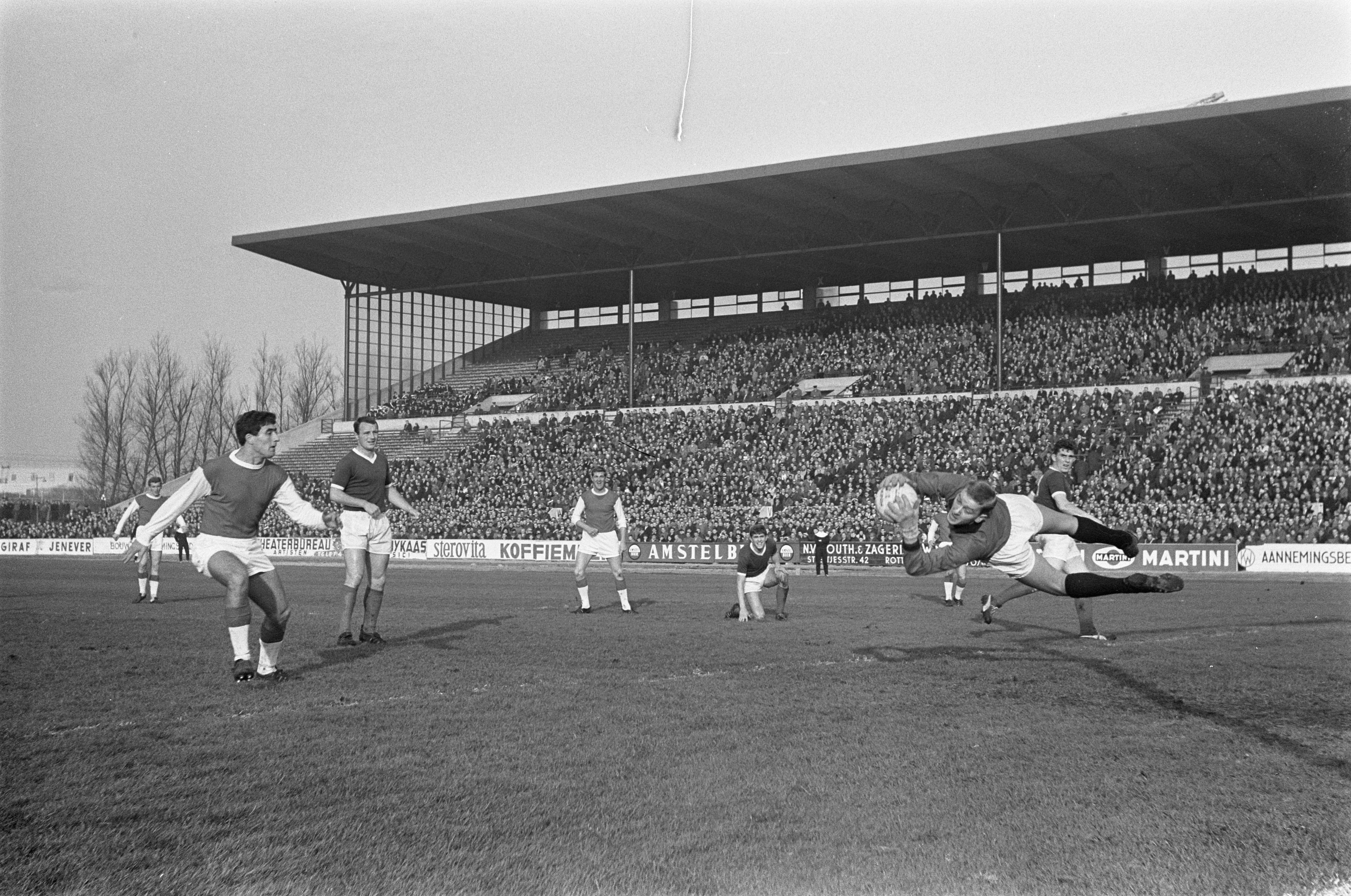
Doesburg keert een schot van Swart (Ajax) in december 1963

Doesburg speelde in zijn jeugd voor Sparta Rotterdam. Hij maakte de overstap naar de jeugd van Feyenoord, maar keerde na zes weken terug, omdat hij bij Feyenoord niet kon aarden. In 1962 kwam Doesburg op 18-jarige leeftijd bij het eerste elftal van Sparta. Wegens een blessure van Tonny van Leeuwen maakte Doesburg op 26 augustus 1962 in de openingswedstrijd van het seizoen tegen het Amsterdamse Blauw-Wit zijn debuut in het betaalde voetbal. De rest van het seizoen maakte hij zoveel indruk dat hij in oktober van zijn eerste seizoen reeds werd opgeroepen voor het Nederlands voetbalelftal. In 1966 won hij met Sparta de KNVB beker. Die zomer nam de club de jonge Jan van Beveren over van VV Emmen, waarmee Doesburg er een grote concurrent bij kreeg. In april 1967 maakte hij onder bondscoach Georg Keßler zijn debuut in het Nederlands voetbalelftal in een vriendschappelijke interland tegen België. Enkele weken later speelde hij zijn tweede interland tegen Hongarije.
In de zomer van 1967 werd hij, nadat hij de concurrentiestrijd met Jan van Beveren had verloren, samen met Gerrie ter Horst betrokken in een spelersruil met PSV. Doesburg en Ter Horst gingen van Sparta naar PSV, terwijl Lambert Verdonk en Miel Pijs verkasten naar Spangen. Na een moeilijke start vond hij snel zijn draai bij PSV. Toch ging zijn tijd bij PSV niet over rozen. In 1968 eindigde de Eindhovense ploeg op een dramatische 14e plaats van de Eredivisie. Het jaar erop plaatste de club zich met een vijfde plaats ternauwernood voor de Europacup III. In november 1969 maakte Doesburg een fatale fout in een Europacupwedstrijd tegen AS Roma, waarna de ploeg werd uitgeschakeld. Deze fout werd Doesburg lang nagedragen door trainer Kurt Linder.

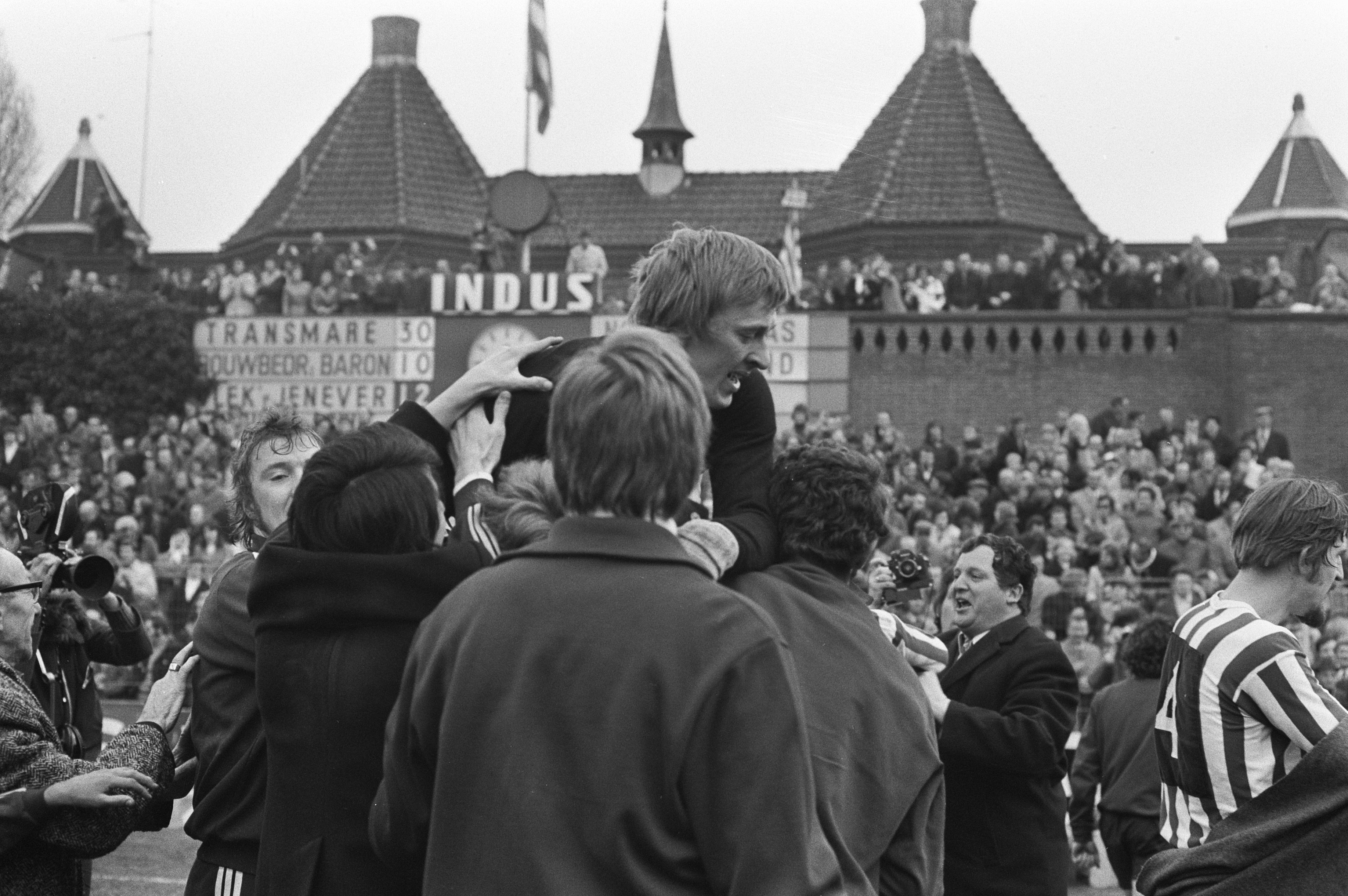
Doesburg op de schouders na de bekerwedstrijd tegen Feyenoord (1972)

In 1970 keerde Doesburg terug naar Sparta, en Van Beveren keerde ook terug naar het oude nest. PSV betaalde daarnaast nog een flinke vergoeding aan Sparta. Gedurende tien jaar was Doesburg eerste keeper van Sparta. Hier groeide hij uit tot een vaste waarde in het elftal en werd alom gezien als betrouwbare doelman. Beloning daarvoor was zijn uitverkiezing voor Oranje voor het WK in 1978 in Argentinië. Hij werd vice-wereldkampioen, maar speelde niet. In 1979 werd hij, op 35-jarige leeftijd, door bondscoach Jan Zwartkruis teruggehaald bij het Nederlands elftal, waarvoor hij tot 1981 nog eens zes wedstrijden zou spelen.
In 1980, nadat Van Beveren besloten had zijn contract bij PSV niet te verlengen, meldde PSV zich weer voor de inmiddels 36-jarige Doesburg, waarna hij opnieuw de overstap maakte naar Eindhoven. Doesburg was vier seizoenen eerste keeper van PSV, tot de club in 1984 Hans van Breukelen overnam van Nottingham Forest FC. Hierna fungeerde hij nog drie seizoenen als reservekeeper bij PSV, waarmee hij de landstitels van 1986 en 1987 meemaakte.
In totaal speelde Doesburg 687 wedstrijden in de Eredivisie, waarvan 216 bij PSV en 471 bij Sparta. Hiermee is hij de speler met de meeste wedstrijden in de Eredivisie. Doesburg kwam daarnaast acht keer uit voor het Nederlands voetbalelftal.

### Carrière als trainer
Na zijn actieve voetballoopbaan keerde Doesburg terug naar Sparta, waar hij keeperstrainer werd. Daar kreeg hij te maken met de jonge Ed de Goeij. In de zomer van 1989 maakte hij de overstap naar Feyenoord, waar hij ook verantwoordelijk werd voor de keeperstrainingen. Die functie combineerde hij in eerste instantie met het hoofdtrainerschap van de Rotterdamse amateurclub Neptunus. Na een half jaar bood hij echter zijn ontslag aan bij Neptunus, omdat hij zich niet kon vinden in de instelling van de amateurvoetballers.
In februari 1990 werd Doesburg, kort na het ontslag van Thijs Libregts, door de KNVB toegevoegd aan de staf van het Nederlands voetbalelftal. Hij werkte uiteindelijk tien jaar voor Oranje en maakte in die jaren bondscoaches Leo Beenhakker, Rinus Michels, Dick Advocaat, Guus Hiddink en Frank Rijkaard mee. Na de aanstelling van Louis van Gaal legde hij zijn functie neer, om zich weer volledig te kunnen richten op Feyenoord. Hij werd bij het Nederlands elftal opgevolgd door Frans Hoek. Doesburg bleef tot 2007 keeperstrainer bij Feyenoord. Zijn rol bij Feyenoord werd overgenomen door Patrick Lodewijks, die al enkele jaren als reservekeeper warm draaide voor de functie.

## Sporthuis Doesburg
Doesburg startte tijdens zijn actieve carrière enkele sportzaken, die fungeren als familiebedrijf. Hij had vijf sportzaken waarvan drie in Rotterdam, in Hillegersberg, Oude Noorden en Winkelcentrum Alexandrium en twee in zijn woonplaats Berkel en Rodenrijs. Na 50 jaar ging Sporthuis Doesburg failliet in 2020.
In de laatste jaren van zijn leven werd Doesburg geplaagd door ziekte. Hij werd getroffen door een hartinfarct, de ziekte van Parkinson en COVID-19. Hij overleed op 77-jarige leeftijd.

## Erelijst
Sparta
- KNVB beker: 1965/66

 PSV
- Eredivisie: 1985/86, 1986/87